# Décès en 1982
Décès
- 1978
- 1979
- 1980
- 1981
- 1982
- 1983
- 1984
- 1985
- 1986

Cet article présente une liste de personnalités mortes au cours de l'année 1982.

Les mois de l'année font également l'objet de listes spécifiques :

## Décès par mois

### Date précise inconnue
- Valentín Andrés, écrivain, économiste, humoriste et physicien espagnol (° 1891).
- Marcel Anselme, peintre et graveur français (° 1925).
- Charles-Robert Bellenfant, peintre et illustrateur français (° 1903).
- Malvina Chabauty, peintre française (° 1901).
- Étienne Chevalier, peintre français (° 30 janvier 1910).
- Suzanne Cornillac de Tremines, peintre, aquarelliste et illustratrice française (° 20 décembre 1904).
- Henri Daoust, philologue et peintre belgo-espagnol (° 1906).
- Charlotte Gower Chapman, ethnologue américaine (° 5 mai 1902).
- Jane Kieffer, poétesse française.
- Vartan Hovanesian, architecte arménien iranien (° 1896).

### Janvier
- 1er janvier :
  - Paul Belmondo, sculpteur français (° 8 août 1898).
  - Victor Buono, acteur américain (° 3 février 1938).
  - Jean Cueff, footballeur français (° 6 novembre 1931)[1].
- 2 janvier : 
  - Victor Fontan, coureur cycliste français (° 18 juin 1892).
  - Tam Galbraith, homme politique britannique (° 10 mars 1917).
- 3 janvier :
  - Mohamed Jamoussi, chanteur, compositeur, acteur et poète tunisien (° 12 juillet 1910).
  - Madeleine Grenier, peintre française (° 5 novembre 1929).
- 5 janvier : Hans Conried, acteur américain (° 15 avril 1917).
- 8 janvier :
  - Grégoire Aslan, acteur arménien (° 28 mars 1908).
  - Daan de Groot, coureur cycliste néerlandais (° 25 mai 1933).
- 13 janvier : Marcel Camus, cinéaste français (° 21 avril 1912).
- 16 janvier : Harald Agersnap, compositeur, chef d'orchestre, violoncelliste et pianiste danois (° 2 mars 1899).
- 17 janvier : Juan O'Gorman, peintre, mosaïste et architecte mexicain (° 6 juillet 1905).
- 18 janvier : Burnet Tuthill, compositeur et chef d'orchestre américain (° 16 novembre 1888).
- 20 janvier : Marc Demeyer, coureur cycliste belge (° 19 avril 1950).
- 24 janvier : Julian Snow, homme politique britannique (° 24 février 1910).
- 28 janvier : Élisabeth Chaplin, peintre post-impressionniste française (° 17 octobre 1890).
- 29 janvier : Félix Labisse, peintre surréaliste français (° 9 mars 1905).
- 30 janvier :
  - Stanley Holloway, acteur britannique (° 1er octobre 1890).
  - Hans Hermann Schaufuss, acteur allemand (° 13 juillet 1893).
- 31 janvier : André Fau, peintre, parolier et poète français (° 13 novembre 1896).

### Février
- 6 février : Ben Nicholson, peintre britannique (° 10 avril 1894).
- 8 février : Hermann Rauschning, essayiste et homme politique allemand (° 7 août 1887).
- 9 février :
  - Robert Tatin d'Avesnières, peintre français (° 1er mai 1925).
  - Marthe Richard, prostituée, aviatrice, espionne et femme politique française (° 15 août 1889).
- 14 février : Antonio Casas, acteur et footballeur espanol (° 11 novembre 1911).
- 17 février :
  - Jacques Basyn, avocat et homme politique belge (° 2 février 1901).
  - Thelonious Monk, pianiste et compositeur de jazz américain (° 10 octobre 1917).
- 24 février : Paul Monnier, peintre suisse (° 3 août 1907).
- 25 février : Walter Kaiser, footballeur allemand naturalisé français (° 2 novembre 1907).
- 26 février : Gábor Szabó, guitariste de jazz hongrois (° 8 mars 1936).

### Mars
- 2 mars : Philip K. Dick, écrivain de science-fiction (° 16 décembre 1928).
- 3 mars : Georges Perec, écrivain français (° 7 mars 1936).
- 6 mars : Yvonne Préveraud, peintre, graveuse et illustratrice française (° 11 juillet 1888).
- 8 mars : André Romand, peintre français (° 23 avril 1889).
- 11 mars : Pierre Jérôme, peintre français (° 20 janvier 1905).
- 12 mars : Nakamura Teii, peintre japonais nihonga de la période Shōwa (° 23 juillet 1900).
- 15 mars : Signe-Madeleine Barth, peintre suédoise (° 16 juin 1895).
- 17 mars : Jean-Marcel Héraut-Dumas, peintre, graveur et illustrateur français (° 31 mai 1920).
- 18 mars : Charles Rampelberg, coureur cycliste et entrepreneur français (° 11 octobre 1909).
- 19 mars :
  - Alan Badel, acteur britannique (° 11 septembre 1923).
  - Randy Rhoads, guitariste américain (° 6 décembre 1956).
- 20 mars :
  - Salvador Molina, coureur cycliste espagnol (° 17 juin 1914).
  - André Thomas Rouault, peintre français (° 2 septembre 1899).
- 23 mars : Charles Terrasse, Historien de l'art français (° 1er octobre 1893).
- 27 mars : Shiu Narayan Kanhai, syndicaliste et homme politique fidjien (° vers 1932).
- 29 mars :
  - Rudy Bond, acteur américain (° 1er octobre 1912).
  - Hector Heusghem, coureur cycliste belge (° 15 février 1890).
  - Carl Orff, compositeur allemand (° 10 juillet 1895).
- ? mars : Raoul Bergougnan, peintre français (° 21 décembre 1900).

### Avril
- 8 avril : Claude Rémusat, peintre français (° 21 novembre 1896).
- 12 avril : Maurice Ville, coureur cycliste français (° 30 octobre 1901).
- 16 avril : Anatoli Alexandrov, pianiste et compositeur russe puis soviétique (° 25 mai 1888).
- 22 avril : Eusebio Blanco, footballeur espagnol (° 17 septembre 1897).
- 23 avril : Antonino Virduzzo, peintre italien (° 21 mars 1926).
- 25 avril : John Cody, cardinal américain, archevêque de Chicago (° 24 décembre 1907).
- 29 avril : Jean Villeri, peintre français d'origine italienne (° 28 février 1896).

### Mai
- 1er mai : William Primrose, altiste écossais (° 23 août 1904).
- 2 mai : Hugh Marlowe, acteur américain (° 30 janvier 1911).
- 3 mai : Mohamed Seddik Benyahia, homme politique algérien (° 30 janvier 1932).
- 5 mai : 
  - Luce Fabiole, actrice française (° 30 mai 1892).
  - Julio Irazusta, historien, journaliste, critique littéraire, essayiste et militant nationaliste argentin (° 23 juillet 1899).
  - Irmgard Keun, romancière allemande (° 6 février 1905).
- 7 mai : Jean Picart Le Doux, peintre et tapissier français (° 31 janvier 1902).
- 8 mai : Gilles Villeneuve, pilote automobile de F1 canadien (° 18 janvier 1950).
- 12 mai : André Bourdil, peintre français (° 11 juin 1911).
- 13 mai :
  - Gara Garayev, compositeur soviétique et azerbaïdjanais (° 5 février 1918).
  - Louis-Édouard Garrido, peintre français (° 1er juillet 1893).
  - George Moorhouse, footballeur anglais et américain (° 4 mai 1901).
- 14 mai : 
  - Hugh Beaumont, acteur, réalisateur et scénariste américain (° 16 février 1909).
  - Marcel-Henri Jaspar, avocat et homme politique belge (° 23 juin 1901).
- 15 mai : Joëlle Mogensen, chanteuse française (° 3 février 1953).
- 16 mai : Emili Salut Payà, compositeur et trompettiste espagnol (° 13 novembre 1918).
- 18 mai : Jean-Claude Bédard, peintre et graveur français (° 28 novembre 1928).
- 21 mai : Marco Cimatti, coureur cycliste italien (° 13 février 1912).
- 22 mai : Claude Morini, peintre et graveur français (° 3 octobre 1939).
- 23 mai :
  - Vincenzo Baldazzi, (surnommé « Cencio »), homme politique italien, antifasciste et résistant (° 25 octobre 1898).
  - Louis Gérardin, coureur cycliste français (° 12 août 1912).
- 24 mai : Richard Hall, compositeur et pédagogue anglais (° 16 septembre 1903).
- 25 mai : Larry J. Blake, acteur américain (° 24 avril 1914).
- 28 mai : Motiejus Šumauskas, communiste activiste lituanien et politicien soviétique (° 2 novembre 1905 ou 15 novembre 1905).
- 29 mai : Romy Schneider, actrice allemande naturalisée française (° 23 septembre 1938).
- 30 mai : José Becerril, footballeur espagnol (° 21 août 1926).

### Juin
- 1er juin : Leïla Ben Sedira, chanteuse soprano algérienne (° 17 février 1903).
- 2 juin : Willie Smith, joueur de snooker britannique (° 25 janvier 1886).
- 7 juin : Evaristo Barrera, joueur et entraineur de football argentin d'origine italienne (° 30 décembre 1911).
- 8 juin : 
  - Georges Cazenave, enseignant et poète français.
  - Jean Wiener, pianiste et compositeur français (° 19 mars 1896).
- 10 juin :
  - Akira Tanaka, peintre figuratif japonais (° 20 août 1918).
  - Gala Dali, épouse de Salvador Dalí (° 26 août 1894).
  - Fernand Dauchot, peintre expressionniste français (° 3 décembre 1898).
  - Rainer Werner Fassbinder, réalisateur allemand (° 31 mai 1945).
  - Krasno, peintre, sculpteur et graveur français d'origine argentine (° 27 août 1926).
- 13 juin : André Claudot, dessinateur, peintre, militant libertaire anticlérical, antimilitariste, puis socialiste (° 14 février 1892).
- 14 juin : Tadashi Kaminagai, peintre japonais (° 27 septembre 1899).
- 15 juin :
  - Jean-René Carrière, peintre et sculpteur français (° 18 mai 1888).
  - Art Pepper, saxophoniste de jazz américain (° 1er septembre 1925).
- 17 juin : Roberto Calvi, homme d'affaires italien (° 13 avril 1920).
- 18 juin : Curd Jurgens, acteur et réalisateur allemand et autrichien (° 13 décembre 1915).
- 20 juin : Claude Latrou, footballeur français (° 7 avril 1934)[2].
- 22 juin :
  - Yvonne Chevalier, peintre et photographe française (° 18 janvier 1899).
  - Alan Webb, acteur britannique (° 2 juillet 1906).
- 28 juin : Vicente Morera, footballeur espagnol (° 24 janvier 1919).
- 29 juin : 
  - Pierre Balmain, couturier (° 18 mai 1914).
  - Henry King, réalisateur américain (° 24 janvier 1886).

### Juillet
- 1er juillet : Louis de Sainte de Maréville, footballeur français (° 19 avril 1918)[3].
- 7 juillet : Carlo Chiappano, coureur cycliste italien (° 16 mars 1941).
- 10 juillet : Kalinka Bamberski, victime de l'Affaire Dieter Krombach (° 5 mai 1935).
- 11 juillet : Lucien Lange, coureur cycliste français (° 25 mai 1904).
- 12 juillet :
  - Jean Devalde, acteur belge (° 8 octobre 1888).
  - Kenneth More, acteur britannique (° 20 septembre 1914).
- 13 juillet :
  - John Alexander, acteur américain (° 29 novembre 1897).
  - Joe Maca, footballeur belge naturalisé américain (° 28 septembre 1920).
- 16 juillet : Patrick Dewaere, acteur français (° 26 janvier 1947).
- 17 juillet : Max Bury, homme politique belge (° 22 octobre 1923).
- 19 juillet : Hugh Everett, physicien et mathématicien américain (° 11 novembre 1930).
- 21 juillet :
  - Baynes Barron, acteur américain (° 29 mai 1917).
  - Marcel Reynal, violoniste et pédagogue français (° 19 octobre 1895).
- 22 juillet :
  - Robert Rodrigue, peintre et affichiste français (° 12 juillet 1900).
  - Sonny Stitt, saxophoniste de jazz américain (° 2 février 1924).
- 23 juillet : Vic Morrow, acteur, scénariste et réalisateur américain (° 14 février 1929).
- 24 juillet : Florence Henri, peintre suisse d'origine française (° 28 juin 1893).
- 25 juillet : Kenzō Okada, peintre japonais (° 29 septembre 1902).

### Août
- 5 août : 
  - Michał Bylina, peintre, graphiste et illustrateur polonais (° 18 janvier 1904).
  - Wanda Rotha, actrice autrichienne (° 12 mars 1901).
  - André Vanderdonckt, coureur cycliste français (° 29 février 1908).
- 8 août : Ferre Grignard, chanteur belge (° 13 mars 1939).
- 11 août : Tom Drake, acteur américain (° 5 août 1918).
- 12 août : Henry Fonda, acteur américain (° 16 mai 1905).
- 18 août : Carlos Botelho, peintre, illustrateur et caricaturiste portugais (° 18 septembre 1899).
- 20 août : Walter Battiss, peintre britannique puis sud-africain (° 6 janvier 1906).
- 29 août : Ingrid Bergman, actrice suédoise (° 29 août 1915).
- 31 août : Wladislaw Gomulka, homme politique polonais (° 6 février 1939).
- ? août :
  - Lily Anderson, militante sociale et communiste irlandaise (° août 1922).
  - Silvia de Bondini, peintre italienne (° août 1907).

### Septembre
- 8 septembre : Cheikh Abdullah, homme politique indien (° 5 décembre 1905).
- 9 septembre : Apóstolos Papageorgíou, homme politique grec (° 17 décembre 1906).
- 11 septembre : Wifredo Lam, peintre cubain (° 8 décembre 1902).
- 12 septembre : Federico Moreno Torroba, compositeur espagnol (° 3 mars 1891).
- 14 septembre :
  - Kristján Eldjárn, homme politique islandais (° 6 décembre 1916).
  - Christian Ferras, violoniste français (° 17 juin 1933).
  - Bachir Gemayel, homme politique libanais (° 10 novembre 1947).
  - Grace Kelly, princesse Grace de Monaco (° 12 novembre 1929).
- 26 septembre : Arnaldo Ginna, peintre, sculpteur et réalisateur futuriste italien (° 7 mai 1890).
- 30 septembre : Robert Proton de la Chapelle, journaliste, écrivain, musicien, compositeur et homme politique français (° 27 septembre 1894).

### Octobre
- 2 octobre : Paul Dufau, peintre, dessinateur, aquafortiste et graveur français (° 21 février 1898).
- 4 octobre :
  - Charles Criswell King, voyant et acteur américain (° 18 août 1907).
  - Glenn Gould, pianiste et compositeur canadien (° 25 septembre 1932).
- 13 octobre : Tudor Ciortea, compositeur, musicologue et professeur de musique roumain (° 28 novembre 1903).
- 15 octobre : Riccardo Bauer, homme politique et antifasciste italien (° 6 janvier 1896).
- 16 octobre :
  - Mario Del Monaco, chanteur d'opéra italien (° 27 juillet 1915).
  - Jean Mairey, résistant et haut fonctionnaire français (° 9 août 1907).
  - Hans Selye, médecin et chercheur canadien d'origine autrichienne (° 26 janvier 1907)
- 18 octobre : Pierre Mendès France, homme politique français (° 11 janvier 1907).
- 26 octobre :
  - Giovanni Benelli, cardinal italien, archevêque de Florence (° 12 mai 1921).
  - André Jordan, peintre, lithographe et sculpteur français (° 9 juillet 1908).
- 27 octobre : Roger Thévenot, footballeur français (° 16 août 1911)[4].
- ? octobre : T. Newell Wood, homme politique américain (° 10 juillet 1909).

### Novembre
- 1er novembre :
  - James Broderick, acteur américain (° 7 mars 1927).
  - King Vidor, réalisateur américain (° 8 février 1894).
- 5 novembre : Jacques Tati, cinéaste français (° 9 octobre 1908).
- 6 novembre : Marc Gilbert, journaliste français (° 24 avril 1934).
- 7 novembre : Nadia Léger, peintre russe puis soviétique et française (° 4 octobre 1904).
- 8 novembre : Marco de Gastyne, peintre et réalisateur français (° 15 juillet 1889).
- 9 novembre : Abelardo Riera, footballeur espagnol (° 13 décembre 1912).
- 10 novembre : Léonid Brejnev, homme d'État soviétique (° 19 décembre 1906).
- 11 novembre :
  - Marcel Paul, homme politique français (° 12 juillet 1900).
  - Fanch Vidament, peintre français (° 13 juin 1948).
- 12 novembre :
  - Patrick Cowley, chanteur et musicien américain de disco (° 19 octobre 1950).
  - Clarence Wallace, homme politique canadien (° 22 juin 1893).
- 14 novembre : Marguerite Thibert, militante féministe et haut fonctionnaire française (° 31 janvier 1886).
- 15 novembre :
  - Vinoba Bhave, disciple indien de Gandhi (° 11 septembre 1895).
  - Zawado, peintre polonais (° 14 avril 1891).
- 16 novembre : Arthur Askey, acteur et scénariste britannique (° 6 juin 1900).
- 18 novembre :
  - Charlotte Calmis, peintre, poétesse et féministe française (° 29 juillet 1913).
  - Don Dillaway, acteur américain (° 17 mars 1903).
- 19 novembre : Erving Goffman, sociologue américain d'origine canadienne (° 11 juin 1922).
- 22 novembre : Max Deutsch, compositeur, chef d'orchestre et professeur de composition franco-autrichien (° 17 novembre 1892).
- 26 novembre :
  - Robert Coote, acteur anglais (° 4 février 1909).
  - Gordon Gray, homme politique américain (° 30 mai 1909).
  - Dan Tobin, acteur américain (° 19 octobre 1910).
- 30 novembre : Eric Norman Thompson, acteur, producteur et présentateur britannique (° 9 novembre 1929).

### Décembre
- 2 décembre : Marty Feldman, acteur, scénariste et réalisateur britannique  (° 8 juillet 1934).
- 8 décembre : Moro Naba Kougri, empereur des Mossi du Burkina Faso (° 1930).
- 12 décembre : Günter Fruhtrunk, peintre allemand (° 1er mai 1923).
- 14 décembre : Lucien Bidinger, coureur cycliste luxembourgeois (° 8 juin 1917).
- 17 décembre :
  - Willy Anthoons, sculpteur belge (° 25 novembre 1911).
  - Philipp Jarnach, pianiste et compositeur allemand d'origine espagnole (° 26 juillet 1892).
  - Grand'Mère Paris, de son vrai nom Élise Nonclercq, peintre et antiquaire française (° 28 juin 1906).
  - Violette Milliquet, peintre, graveuse et enseignante suisse (° 19 décembre 1896).
- 18 décembre : Valérie Valère, écrivaine française (° 1er novembre 1961).
- 19 décembre : Jean-Jacques Grünenwald, organiste, improvisateur, compositeur, professeur et architecte français (° 2 février 1911).
- 20 décembre : 
  - Arthur Rubinstein, pianiste américain (° 28 juillet 1887).
  - Raïssa Aronova aviatrice soviétique (° 10 janvier 1920).
- 23 décembre : Jack Webb, acteur, producteur, réalisateur et scénariste américain (° 2 avril 1920).
- 24 décembre :
  - Louis Aragon, écrivain et poète français (° 3 octobre 1897).
  - Maurice Biraud acteur français (° 3 mars 1922).
- 27 décembre :
  - Katty Barry, restauratrice irlandaise (° 1909).
  - J. Mohammed Imam, homme politique indien (° 15 février 1897).
- 29 décembre : Grégoire Michonze, peintre français d'origine russe (° 22 mars 1902).
- 31 décembre :
  - Pierre Mirault, médecin, peintre, graveur et sculpteur français (° 7 avril 1899).
  - Niklaus Stoecklin, peintre et graphiste suisse (° 19 avril 1896).